# Trần Ngọc Châu
Trần Ngọc Châu (1 tháng 1 năm 1924 – 17 tháng 6 năm 2020) là cựu sĩ quan, công chức và chính khách người Việt Nam, từng giữ chức Thị trưởng Đà Nẵng, Tỉnh trưởng Kiến Hòa dưới thời Đệ Nhất Cộng hòa và Dân biểu Hạ nghị viện Việt Nam Cộng hòa pháp nhiệm I dưới thời Đệ Nhị Cộng hòa.

## Tiểu sử

### Thân thế và học vấn
Trần Ngọc Châu sinh ngày 1 tháng 1 năm 1924 tại Nam Trung, Thừa Thiên Huế, Trung Kỳ, Liên bang Đông Dương trong một gia đình quan lại Nho giáo theo đạo Phật. Ông là con của Chánh án Trần Đạo Tế và là cháu nội của Hiệp tá Đại Học sĩ Trần Trạm triều Nguyễn.

### Kháng chiến chống Pháp
Ông từng đi theo Việt Minh tham gia kháng chiến chống thực dân Pháp từ năm 1945 đến năm 1949 qua các chức vụ: Chỉ huy trưởng, Chính trị viên đơn vị trong các Trung đoàn Độc lập, 79, 81, 83 thuộc Liên khu V. Kể từ năm 1949 trở đi, ông rời bỏ Việt Minh chuyển sang hàng ngũ phe quốc gia do phản đối chủ nghĩa cộng sản. Lúc còn phục vụ Quân đội Quốc gia Việt Nam, ông từng giữ chức vụ Chỉ huy trưởng Địa phương quân, Nghĩa quân khu Tiền Giang. Khi Việt Nam bị chia cắt vào năm 1954, ông nhập học Trường Võ bị Liên quân Đà Lạt và tốt nghiệp sĩ quan Quân lực Việt Nam Cộng hòa khóa 3.

### Đệ Nhất Cộng hòa
Sau khi Đệ Nhất Cộng hòa thành lập vào cuối năm 1955, ông trở thành Thuyết trình viên tại Hội đồng An ninh Quốc gia dưới thời Tổng thống Ngô Đình Diệm, rồi sau lên làm Chỉ huy trưởng Trung tâm Huấn luyện Cán bộ Xây dựng Nông thôn và Giám đốc Công tác Nông thôn. Lúc còn thụ huấn binh nghiệp tại Trường Võ bị Đà Lạt, ông đã đảm nhiệm các chức vụ như Chỉ huy trưởng Sinh viên Sĩ quan Đà Lạt, Thị trưởng Đà Nẵng và Tỉnh trưởng Kiến Hòa tới hai lần liên tiếp. Đặc biệt, ông gây được tiếng vang trong và ngoài nước là nhờ vào cách tiếp cận sáng tạo của mình đối với lý thuyết và thực hành chống nổi dậy: cung cấp an ninh ("bình định") cho dân thường trong Chiến tranh Việt Nam. Mục tiêu cuối cùng của chính phủ là giành được trái tim và tâm trí của người dân cuối cùng đã đưa ông bước chân vào chính trường miền Nam sau khi Tổng thống Diệm bị Hội đồng Quân nhân Cách mạng lật đổ vào cuối năm 1963.

### Đệ Nhị Cộng hòa
Dưới thời Đệ Nhị Cộng hòa, ông được cho giải ngũ với cấp bậc Trung tá vào năm 1966. Ít lâu sau, ông tham gia cuộc tuyển cử vào cuối năm 1967, sau cùng đắc cử chức Dân biểu đơn vị Kiến Hòa trong Quốc hội mới thành lập tại Sài Gòn. Tuy vậy, ông mau chóng gặp bất đồng với vị Tổng thống lúc bấy giờ là Nguyễn Văn Thiệu, vốn người bạn cũ của mình hồi còn tại ngũ, về vấn đề chuyển từ chiến tranh sang đàm phán hòa bình với Việt Nam Dân chủ Cộng hòa và Mặt trận Dân tộc Giải phóng miền Nam Việt Nam. Do đó, ông đành phải tìm cách liên kết với các phe nhóm bên trong Quốc hội nhằm phản đối chính sách chiến tranh đang thịnh hành và nạn tham nhũng tràn lan.
Viện cớ là ông đã tiếp xúc bí mật với người anh trai theo cộng sản tên Trần Ngọc Hiền, Châu bị chế độ Thiệu buộc tội phản quốc vào năm 1970, trong vụ đàn áp những phần tử bất đồng chính kiến của chính phủ. Một người bạn thân khác của Châu tên là Daniel Ellsberg đã phát biểu thay mặt ông trước lưỡng viện Quốc hội Mỹ. Giữa lúc tranh cãi gay gắt ở Việt Nam lại thêm được báo chí quốc tế đưa tin rộng rãi, Châu bị đưa ra tòa xét xử và tống giam trong suốt nhiều năm liền trước khi bị quản thúc tại gia. 

### Sau năm 1975
Ngay sau biến cố 30 tháng 4 năm 1975, ông liền bị chế độ cộng sản bắt giữ và đưa đi học tập cải tạo. Đến năm 1978, ông mới được trả tự do rồi ít lâu sau cùng gia đình lén trốn lên thuyền đi vượt biên, sau cùng họ mới đặt chân đến nước Mỹ vào năm 1979.
Ông và gia đình chọn định cư tại Vùng đô thị San Fernando thuộc Los Angeles, thay vì ở những khu phố người Việt lớn hơn tại Quận Cam gần đó. Mong muốn hòa nhập tốt và cải thiện tiếng Anh hơn nữa, các con ông đã sớm trở thành những người thành đạt và theo đuổi nhiều nghề nghiệp chuyên môn khác nhau. Bản thân ông cũng cố gắng theo học lập trình máy tính rồi sau đó bỏ tiền ra mua nhà cửa. Sau năm năm định cư, ông nộp đơn xin nhập quốc tịch Mỹ và đọc lời tuyên thệ.
Năm 2013, ông cho xuất bản cuốn hồi ký kể lại những trải nghiệm và chính trị trong Chiến tranh Việt Nam với sự cộng tác của nhà văn Ken Fermoyle.
Ông qua đời do mắc COVID-19 vào ngày 17 tháng 6 năm 2020 tại một bệnh viện ở West Hills, Los Angeles, hưởng thọ 96 tuổi.